# Cruciata elbrussica
Cruciata elbrussica är en måreväxtart som först beskrevs av Evgeniia Georgievna Pobedimova, och fick sitt nu gällande namn av Evgeniia Georgievna Pobedimova. Cruciata elbrussica ingår i släktet korsmåror, och familjen måreväxter. Inga underarter finns listade i Catalogue of Life.